# Enicospilus masneri
Enicospilus masneri là một loài tò vò trong họ Ichneumonidae.